# Årets bok om svensk historia
Årets bok om svensk historia är ett litterärt pris som årligen delas ut av Nättidningen Svensk Historia. Pristagaren utses genom en omröstning av tidningens läsare.

## Pristagare
- 2002 – Jarlens sekel. En berättelse om 1200-talets Sverige av Dick Harrison
- 2003 – I miraklers tid. Bland madonnor, stenhuggare och helgon i medeltida kyrkor av Maja Hagerman & Claes Gabrielson
- 2004 – Skoklosters slott under 350 år av Carin Bergström & Ralf Turander
- 2005 – Arvet efter Gustav Vasa. En berättelse om fyra kungar och ett rike av  Lars-Olof Larsson
- 2006 – Svitjods undergång och Sveriges födelse av Henrik & Fredrik Lindström
- 2007 – För ung att dö. En mördare och hans bödel. Om en av de sista avrättningarna i Sverige av Christer Isaksson
- 2008 – Fraustadt 1706. Ett fält färgat rött av Oskar Sjöström [2]
- 2009 – Två dygn som förändrade Sverige – 1809 års revolution av Börje Isakson [3]
- 2010 – Garpar, gipskatter och svartskallar. Invandrarna som byggde Sverige av Anders Johnson [4]
- 2011 – Försvunnen värld. Om den största arkeologiska utgrävningen någonsin i Sverige av Maja Hagerman [5]
- 2012 – Vikingatidens härskare av Anna Lihammer [6]
- 2013 – Usla, elända och arma. Samhällets utsatta under 700 år (redaktörer Sofia Holmlund & Annika Sandén) [7]
- 2014 – Den dolda kvinnomakten. 500 år på Skarhults slott (redaktör Alexandra von Schwerin) [8]
- 2015 – Min europeiska familj. De senaste 54 000 åren av Karin Bojs [9]
- 2016 – Svenskarna och deras fäder – de senaste 11 000 åren av Karin Bojs och Peter Sjölund [10]
- 2017 – Ett jävla solsken. En biografi om Ester Blenda Nordström av Fatima Bremmer [11]
- 2018 – Svälten. Hungeråren som formade Sverige av Magnus Västerbro [12]
- 2019 – De som aldrig kom hem. Omkomna flygare i Flygvapnet under kalla kriget 1946–1989 av Göran Jacobsson & Alf Ingesson Thoor
- 2020 – Herrarna satte oss hit. Om tvångsförflyttningarna i Sverige av Elin Anna Labba [13]
- 2021 – Vikingatidens vagga – i vendeltidens värld av Kristina Ekero Eriksson [14]
- 2022 – Sveriges historia för släktforskare av Roger Axelsson, Carin Bergström, Carl Henrik Carlsson och Sofia Ling[15]
- 2023 – Vikingatider. När världen öppnades av Anna Lihammer och Ted Hesselbom[16]